# 非特异性药物
非特异性药物（nonspecific drug）为借助于渗透压、脂溶性、络合作用等改变细胞周围的理化条件而发挥药效的一类药物。其药效与化学结构关系不大，作用机制简单。
- 甘露醇在体内不能被代谢，利用静脉注射其高渗溶液可缓解、消除肺水肿、脑水肿等组织水肿。[1]
- 肠壁对Mg2+和SO42-吸收速度慢，口服硫酸镁后其在肠道内形成高渗溶液，从而阻止水分吸收，使肠道容积增大，刺激肠蠕动而导泻。[1]
- 氢氧化铝、三硅酸镁等可中和胃酸，治疗胃酸过多、消化性溃疡等。[1]
- 碳酸氢钠可降低尿液的酸度，从而促进巴比妥等酸性物质排泄。[1]
- 二巯基丁二酸钠可与汞、砷等重金属离子形成络合物，随尿液排出，以治疗重金属中毒。普鲁士蓝可与铊形成络合物，其为治疗铊中毒的特效药。[1]